# HMS Vengeance (1800)
«Ла Ванжанс» (англ. HMS Vengeance (1800) — 48-гарматний дерев'яний трищогловий фрегат і головний корабель свого класу ВМС Франції. Під час Квазівійни вступив в бій із американським фрегатом «Констелейшн», але безрезультатний бій залишив обидва кораблі серйозно пошкодженими. Під час Французьких революційних війн британський фрегат «Сена» вистежив «Ла Ванжанс» і захопив її після швидкоплинної сутички. Трофейний корабель включили до Королівського флоту як 38-гарматний корабель п'ятого рангу «Ванжанс», але британці, очевидно, так і не повернули його до активної морської служби. Щодо подальшої долі корабля свідчення розділилися. Можливо, він був розібраний на брухт у 1803 році після того, як сів на мілину біля берега у 1801 році або продовжував працювати як тюремний корабель до 1814 року.

## Квазівійна

### Бій USS Constellation з La Vengeance
1 лютого 1800 року поблизу островів Сент-Кіттс у Карибському морі американський фрегат «Констелейшн» вступив у бій з фрегатом військово-морських сил Франції «Ла Ванжанс». У результаті бою американський корабель завдав серйозних пошкоджень французькому, останньому вдалося втекти.